# Mariano Pierbenedetti

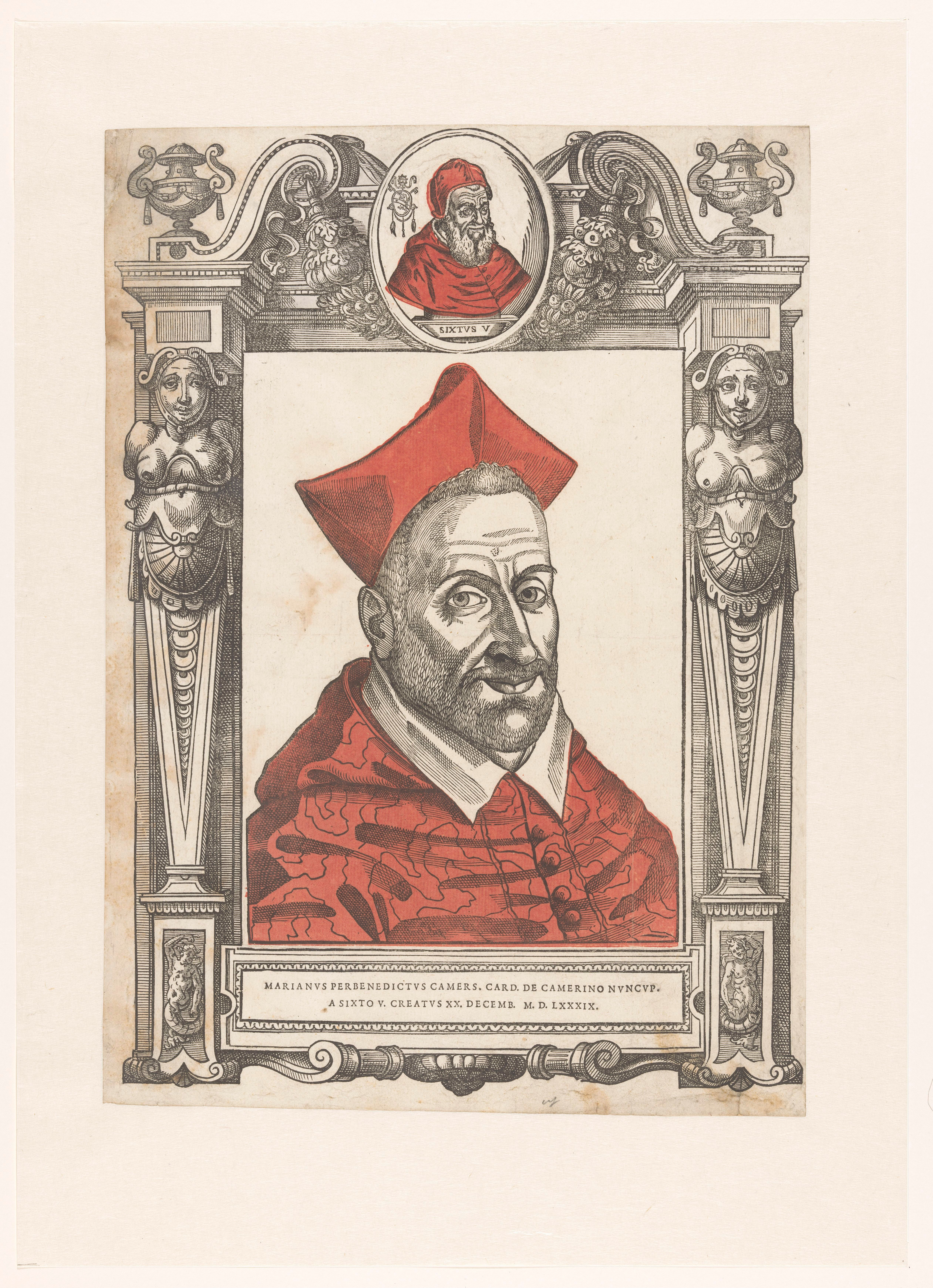
Kardinal Mariano Pierbenedetti (Druck von Leonardo Parasole, um 1595)

Mariano Pierbenedetti (* 1538 in Camerino; † 21. Januar 1611 in Rom; auch Marianus Perbenedictus) war ein Kardinal und Bischof der katholischen Kirche.

## Leben
Er war der Sohn von Carlo Pierbenedetti und der Catarina Dommelusi. Sein Onkel Battista Mariano war ein Verwandter von Papst Paul III. Seine Bildung erlangte er am Collegio Romano in Rom, das er 1574 mit einem Doktorgrad in Philosophie und Theologie abschloss.
Pierbenedetti wurde am 30. Januar 1577 zum Bischof von Martirano präkonisiert. Die Bischofsweihe spendete ihm Kardinal Felice Peretti. Am 20. Dezember 1589 erhob ihn Papst Sixtus V. zum Kardinalpriester und verlieh ihm am 15. Januar 1590 die Titelkirche Santi Marcellino e Pietro. Kardinal Pierbenedetti nahm sowohl am Konklave im September 1590, das Urban VII. wählte, als auch am Konklave im Oktober 1590, aus dem Gregor XIV. als Papst hervorging, teil. Bei den Konklaven von 1591, 1592, vom März 1605 und vom Mai 1605 war er ebenfalls unter den Teilnehmern. 1607 wechselte er die Titelkirche und übernahm Santa Maria in Trastevere. Am 28. Mai 1608 wurde er zum Kardinalbischof des suburbikarischen Bistums Frascati erhoben.
Sein Grab mit mehrfarbiger Marmorplatte liegt in der römischen Basilika Santa Maria Maggiore.